# Lajos Rapolthy
Lajos Rapolthy (auch Ludwig Rapolti, * 15. März 1880 in Székelyudvarhely, Königreich Ungarn; † 25. Oktober 1954 in Budapest) war ein ungarischer Bildhauer und Medailleur.

## Leben
Seine Ausbildung erhielt Rapolthy bei dem Bildhauer Alajos Strobl (1856–1926) in Budapest, wo er sich zunächst die meiste Zeit über aufhielt. Ab 1915 unterrichtete Rapolthy an der Kunstakademie in Ankara und schuf dort auch einige bildhauerische Arbeiten, wie etwa eine Statue des Mustafa Kemal Atatürk. Weitere Arbeiten von der Hand des Lajos Rapolthy befinden sich in der Slowakei, in Italien, in Österreich und in Ungarn.

## Werke (Auszug)
- Statue Mustafa Kemal Atatürk, Ankara
- Statue Michelangelo, Carrara
- Statue Jan Hus, Poprad
- Pietà, Dom zu Steinamanger
- Statue Joszef Ürmenyi, Szegedin
- Bildnisbüste Feldmarschall-Leutnant Wilhelm Pucherna, Bronze, Heeresgeschichtliches Museum, Wien